# Garik Harlamov
Garik (Buldog) Harlamov (nume real - Igor Iurievici Harlamov , prenumele de naștere - Andrei ); n. 28 februarie 1981, Moscova, RSFS Rusă, URSS) este un umorist și comediant rus, prezentator TV, actor de film și televiziune, cântăreț. Unul dintre foștii participanți KVN. Resident Comedy Club. 
În prezent (feb.2024):
- Participant și prezentator al emisiunii umoristice televizate „Comedy Club”
- Coprezentator al emisiunii comice internetice „Apropo” (Kstati)
- Solist și chitarist al trupei muzicale „Scăldatul maimuței în apă caldă”
- Deținătorul rețelei de restaurante fast-food „Hot Dog Bulog”

În trecut:
- Membru al echipelor umoristice KVN „Selecționata Moscovei „MAMI”” și „Tineretul fără viitor”
- Gazda reality-show-ului „Oficiul” (Ofis)
- Prezentator al emisiunii „Trei maimuțe” și „Schimbul firesc”
- Prezentator al proiectului umoristic „Buldog Show”
- Actor și totodată personaj al mini-serialului comic televizat „HB”.

## Biografie
Născut pe 28 februarie 1981 la Moscova. În unele surse data nașterii apare 29 februarie 1980 , însă artistul într-unul dintre interviurile sale a negat această dată. La naștere a primit numele Andrei, dar la trei luni numele i-a fost schimbat în Igor în cinstea bunicului său decedat . Părinții săi au divorțat pe timpurile adolescenței. Mama, Natalia Igorevna, a rămas în Rusia, iar tatăl, Iuriy Harlamov, a plecat în Chicago, Statele Unite, luându-și fiul cu el.
La vârsta de 14 ani, Harlamov a trecut selecția la școala și teatrul „Harand”  unde era singurul rus din grupă. Profesorul tânărului Harlamov a fost actorul american Billy Zane . Pe lângă școlarizarea sa, Harlamov vindea telefoane mobile și lucra ca și casier la unul dintre restaurantele McDonald's.
În 1999, după ce mama sa a născut surorile gemene Ekaterina și Alina, Harlamov s-a întors la Moscova. Împreună cu vărul său Ivan Ovsyannikov  cântau în stațiile și vagoanele metroului moscovit și spuneau anecdote pe renumita stradă a artiștilor Arbat .
A absolvit Universitatea de Stat de Management cu diplomă în Managementul Resurselor Umane. 
A fost liderul echipelor umoristice KVN „Selecționata Moscovei „MAMI”” și „Tineretul fără viitor” (Moscova), care au evoluat în Liga Majoră KVN .
În 2004-2005, a fost angajat al canalului televizat Muz-TV, ca și prezentator al emisiunilor „Trei maimuțe” și „Schimb firesc”. Apoi a fost gazda reality show-ului „Oficiul” (Ofis) difuzat pe canalul televizat TNT. În 2005, era în componența trupei de actorie a emisiunii umoristice „Sâmbătă noapte” de pe canalul televizat STS. 
Pe 23 aprilie 2005 canalul televizat TNT preia și relansează emisiunea comică „Comedy Club”, cu participarea lui Garik (Buldog) Harlamov în duet cu prietenul său Timur (Kaștan) Batrutdinov. Acest proiect le aduce ambilor artiști faimă scenică, însă în 2009, în urma restructurărilor produse în „Comedy Club”, Harlamov părăsește această platformă și revine la ea după patru ani în sezonul 7 episodul 14 (ediția 297 din 28 decembrie 2012). Iar din sezonul 11 episodul 14 (29 mai 2015) Harlamov devine coprezentatorul acestei emisiuni însoțit de Pavel (Snejok) Volya. În cadrul emisiunii „Comedy Club” Garik Harlamov a inventat și a jucat rolul personajului muzical îndragit Eduard Surovîi, care ulterior a devenit protagonistul producției cinematografice „Eduard Surovîi. Lacrimile din Brighton”.
În 2007-2011 canalul televizat TNT, împreună cu emisiunea „Comedy Club” filmează și difuzează în cinematografe trilogia parodiilor comice de lung metraj „Cel mai fain film”, „Cel mai fain film 2” și „Cel mai fain film 3-DE” cu Harlamov în rolul principal.
În 2008 Harlamov în duet cu Anastasia Kamenskih participă la emisiunea „Două staruri”.
Pe 6 iunie 2010, pe postul televizat NTV a avut loc premiera proiectului umoristic „Buldog Show”. Emisiunea a fost scoasă din grilă după nici măcar o lună din cauza audienței scăzute și din cauza filmărilor filmului „Cel mai fain film 3-DE” cu implicarea lui Harlamov. S-a preconizat permutarea acestei emisiuni pe canalul TNT pentru relansare în 2011 cu denumirea „Cel mai fain show”, însă ideea a rămas nerealizată.

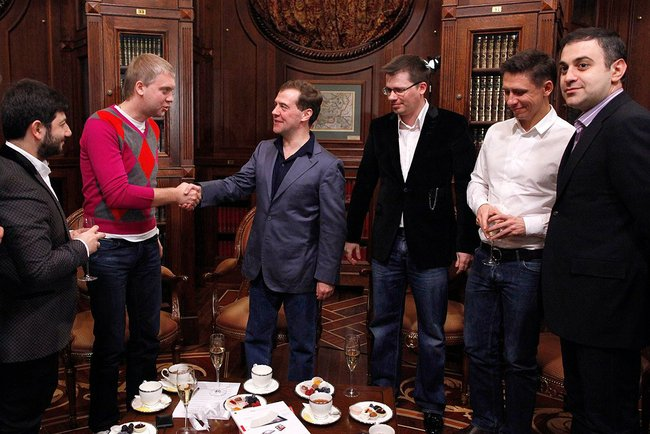
Întâlnirea membrilor Comedy Club cu președintele rus Dmitri Medvedev, 2011

Pe 3 decembrie 2010, a revenit pe scena umorului din KVN după o pauză de doi ani în echipa națională a Rusiei la Cupa Deschisă KVN CSI, înainte de asta, în 2008, a participat la un proiect special KVN în cadrul selecționatei Moscovei.
Pe 19 aprilie 2013, pe canalul televizat TNT apare primul sezon al mini-serialului comic televizat „HB”, denumirea căruia reprezintă inițialele numelor celor doi actori umoriști Harlamov și Batrutdinov. Cel de-al doilea sezon va apărea abia peste cinci ani, pe 16 august 2018. Proiectul a fost înțesat de schițe umoristice scurte puse în scenă special pentru acești doi actori ai comediei rusești.
În 2016, Harlamov a devenit laureat al premiului revistei „OK!” în categoria „Eroul principal - TV” .
În timpul alegerilor prezidențiale din 2018, a fost un confident al președintelui rus Vladimir Putin  și membru al grupului de inițiativă care i-a înaintat candidatura .
În 2019, a jucat în videoclipul cântăreței Glukoza pentru piesa „Dansatorul” (Tanțevaci).
În 2022, a participat la emisiunea muzicală „Avatar”, în înfățișarea digitală a personajului de poveste Emelya și a fost deconspirat chiar de la prima interpretare (3 septembrie 2022) din cauza timbrului său vocal atât de inconfundabil, încât a devenit obiectul numeroaselor parodii.
La începutul anului 2023 Garik Harlamov împreună cu Azamat Musagaliev au fondat trupa muzicală cu denumirea ciudată „Scăldatul maimuței în apă caldă”, unde ambii interpreți sunt vocaliști și chitariști în același timp.
Pe 27 mai 2023, pe platforma „VK Video” a rețelei de socializare VKontakte a fost difuzat primul episod al emisiunii „Apropo” (Kstati), în care Garik Harlamov apare în calitate de gazdă a emisiunii alături de Azamat Musagaliev și Denis Dorohov. Denumirea completă a emisiunii este „Apropo cu Azamat Harlamov” - o combinație alambicată a numelor celor doi coprezentatori care glumesc și râd între ei sau pe seama invitaților. Pe lângă prestația lor comică Garik Harlamov și Azamat Musagaliev își interpretează creațiile muzicale, împreună cu trupa „Scăldatul maimuței în apă caldă”.

### Viața privată

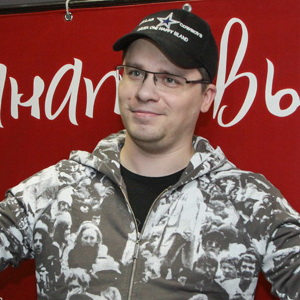
Garik Harlamov, 2013

Prima iubire - din anul 2000, în relație cu cântăreața și actrița de teatru și film Svetlana Sveticova.
Primul mariaj, după cinci ani de relație - din 4 septembrie 2010 până în martie 2013, separându-se încă la sfârșitul anului 2012, cu Iulia Harlamova, născută Leșcenko în 1984, fostă manageră a unuia dintre cluburile nocturne din Moscova .
Al doilea mariaj - din 2013  până în 2020 , cu Cristina Asmus, născută în 1988 , actriță rusă. Pe 5 ianuarie 2014  s-a născut fiica acestora, Anastasia Harlamova, nașul căreia este umoristul Timur Batrutdinov. Divorțul soților Harlamov a provocat un val de indignare în rândul comunității media care urmăresc activitatea umoristului.
Din 2021 - în relație cu actrița de teatru și film Ekaterina Kovalciuk , născută în 1993.

## Filmografie
|   | An   | Rusă                                           | Română                                     | Rol                                                | Note                           |
| - | ---- | ---------------------------------------------- | ------------------------------------------ | -------------------------------------------------- | ------------------------------ |
| ● | 2003 | Саша+Маша⁠(d)                                   | Sașa+Mașa                                  | moderatorul jocului loto                           |                                |
| ● | 2004 | Подари мне счастье                             | Dăruiește-mi fericirea                     | Garik                                              |                                |
| ● | 2005 | Тронутые                                       | Țicniții                                   | Vitalii Kupro                                      |                                |
| ● | 2005 | Моя прекрасная няня⁠(d)                         | Dădaca mea adorabilă                       | Stas, jurnalistul ziarului galben                  | ep.78 „Văduvul vesel”          |
| ● | 2006 | Большие девочки                                | Fete mari                                  | prezentatorul TV                                   | ep.28 „Telemania”              |
| ● | 2007 | Шекспиру и не снилось⁠(d)                       | Shakespeare nici n-a visat                 | Egozei Fofanov                                     |                                |
| ● | 2007 | Приключения солдата Ивана Чонкина⁠(d)           | Aventurile soldatului Ivan Cionkin         | Lioha, tipul de pe cal                             |                                |
| ● | 2007 | Клуб⁠(d)                                        | Clubul                                     | arbitrul disputei dintre Danila, Vik și Kostya     |                                |
| ● | 2008 | Счастливы вместе⁠(d)                            | Fericiți împreună                          | Tosik Brevno                                       | ep.179 „Nu ne aburim împreună” |
| ● | 2008 | Самый лучший фильм⁠(d)                          | Cel mai fain film                          | Vadik Volnov tatăl lui Vadik Viktoria Vladimirovna |                                |
| ● | 2009 | Артефакт                                       | Artefact                                   | înjurătorul                                        |                                |
| ● | 2009 | Самый лучший фильм 2⁠(d)                        | Cel mai fain film 2                        | marinarul                                          |                                |
| ● | 2011 | Самый лучший фильм 3-ДЭ⁠(d)                     | Cel mai fain film 3-DE                     | Maxim Utiosov                                      |                                |
| ● | 2012 | Большая ржака!⁠(d)                              | Hohote enorme!                             | -                                                  | sonorizare                     |
| ● | 2012 | Ералаш⁠(d)                                      | Eralaș                                     | neurologul A.E. Spokoinîi                          | nr.266 „Insomnia”              |
| ● | 2012 | С Новым годом, мамы!⁠(d)                        | Un an nou fericit, mămici!                 | Goșa                                               |                                |
| ● | 2013 | Друзья друзей⁠(d)                               | Prietenii prietenilor                      | Max                                                |                                |
| ● | 2013 | ХБ⁠(d)                                          | HB                                         | Garik Harlamov                                     | rolul propriei persoane        |
| ● | 2014 | Универ. Новая общага⁠(d)                        | Faculta. Căminul nou                       |                                                    | cameo                          |
| ● | 2014 | Мамы 3⁠(d)                                      | Mamele 3                                   | Goșa                                               |                                |
| ● | 2014 | Лёгок на помине⁠(d)                             | Ușor de reținut                            | agentul imobiliar Pavel Nikolaevici Basov          |                                |
| ● | 2015 | Интерны                                        | Stagiarii                                  |                                                    | cameo                          |
| ● | 2016 | 30 свиданий⁠(d)                                 | 30 de ieșiri                               | sergentul Motorin                                  |                                |
| ● | 2017 | Призрак Опера                                  | Fantoma operei                             | Pașa „Vântuleț”                                    | film nelansat                  |
| ● | 2018 | Ералаш⁠(d)                                      | Eralaș                                     | Kiril, tatăl Mașei                                 | nr.332 „Miracol de Revelion”   |
| ● | 2018 | Zомбоящик⁠(d)                                   | Zomboiașcik                                | saptatorul secund Piero Andrei Bolkonskii          |                                |
| ● | 2019 | Эдуард Суровый. Слёзы Брайтона⁠(d)              | Eduard Surovîi. Lacrimile din Brighton     | Eduard Surovîi                                     | rol principal                  |
| ● | 2020 | Гусар⁠(d)                                       | Husarul                                    | husarul Grigorii Savelievici Rîlskii tatăl Katei   | rol principal                  |
| ● | 2020 | Зона комфорта                                  | Zona de confort                            | Yaroslav Kostrov                                   | rol principal                  |
| ● | 2021 | Последний богатырь: Корень зла⁠(d)              | Ultimul bogatîr: Rădăcina răului           | Kolobok                                            | sonorizare                     |
| ● | 2021 | Последний богатырь: Посланник тьмы⁠(d)          | Ultimul bogatîr: Mesagerul întunericului   | Kolobok                                            | sonorizare                     |
| ● | 2021 | Бендер: Начало⁠(d)                              | Bender: Începuturi                         | Valiadis, proprietarul cafenelei Șantan            |                                |
| ● | 2022 | Окнутый                                        | Țăcănitul                                  | antrenorul                                         |                                |
| ● | 2023 | О чём говорят мужчины. Простые удовольствия⁠(d) | Despre ce bârfesc bărbații. Plăceri simple |                                                    | cameo                          |
| ● | 2023 | Тёща⁠(d)                                        | Soacra                                     | Victor                                             | rol principal                  |

|   | An   | Rusă                                    | Română                                    | Rol                             | Gen      | Surse         |
| - | ---- | --------------------------------------- | ----------------------------------------- | ------------------------------- | -------- | ------------- |
| ● | 2012 | Алиса знает, что делать!⁠(d)             | Alisa știe ce face!                       | Ridic                           | animație |               |
| ● | 2014 | Лего. Фильм                             | Marea Aventură Lego                       | Barba de fier                   | animație | [ 18 ]        |
| ● | 2014 | Дороти из страны Оз                     | Legendele din Oz: Întoarcerea lui Dorothy | bufonul Jester                  | animație | [ 19 ]        |
| ● | 2015 | Снежная королева 2: Перезаморозка⁠(d)    | Regina zăpezii 2: Refrigerarea            | generalul Arrog                 | animație |               |
| ● | 2015 | Переполох в джунглях                    | Belea în Junglă                           | ratonul Manu                    | animație | [ 20 ]        |
| ● | 2016 | Богатырша⁠(d)                            | Bogatîrșa                                 | capul drept al Zmăului Gorînîci | animație |               |
| ● | 2016 | Смешарики. Легенда о золотом драконе⁠(d) | Smeșariki. Legenda dragonului de aur      | șeful de trib povestitorul      | animație | [ 21 ]        |
| ● | 2017 | Колобанга. Привет, Интернет!            | Kolobanga. Salutare, Internet!            | detectivul                      | animație |               |
| ● | 2017 | Субурбикон⁠(d)                           | Suburbicon                                | Gardner Lodge (Matt Damon)      | thriller | [ 22 ]        |
| ● | 2018 | Псы под прикрытием⁠(d)                   | Operațiunea Ham-Ham                       | câinele Max                     | comedie  | [ 23 ]        |
| ● | 2019 | Тайная жизнь домашних животных 2        | Singuri acasă 2                           | Serge, directorul circului      | animație | [ 24 ]        |
| ● | 2021 | Ну, погоди! Каникулы⁠(d)                 | Nu, pogodi! Vacanța                       | lupul                           | animație | [ 25 ] [ 26 ] |
| ● | 2022 | Приключения царя                        | Aventurile țarului                        | povestitorul                    | animație | [ 27 ]        |
| ● | 2023 | Кентервильское привидение               | Fantoma din Canterville                   | Sir Simon de Canterville        | animație |               |

## Discografie
- 2007 - Punishment
- 2008 - Kosovo (single)
- 2008 - The Two
- 2009 - Unplugged In ctkzt
- 2009 - Țânțarul Evgenii (single)
- 2009 - Trei litere preaminunate (single)
- 2009 - Russia Yesterday (ediție specială)
- 2009 - Russia Yesterday (disc bonus)
- 2011 - Bunica fumează o pipă
- 2019 - Și de asta totul s-a întâmplat... (Eduard Surovîi)

## Televiziune
- 2004 - participant al jocului televizat „Ghicește melodia” alături de Garik Martirosian și Polina Sibagatullina
- 2007 - participant al emisiunii televizate „Două staruri” alături de Anastasia Kamenskih
- 2010 - sonorizator al emisiunii „Supraviețuind împreună” pe canalul Discovery Russia alături de Timur Batrutdinov
- 2011 - participant al emisiunii televizate „Vorbește lumea” (Pusti Govoryat), în episodul „Autorul balivernează”

## Poziție publică
În 2022, Igor Harlamov a condamnat invazia Rusiei în Ucraina. În ciuda acestui fapt, pe 19 octombrie 2022, Harlamov a fost introdus de către autoritățile ucrainene pe lista sancționaților „care instigă public la agresiuni militare, justifică și legitimizează agresiunea Rusiei împotriva Ucrainei, precum și ocuparea temporară a teritoriilor ucrainene”  .

## Curiozități
- Fan al clubului de fotbal ȚSKA Moskova [31].
- Jucător înrăit de pocher.
- Invitat râvnit la emisiuni de televiziune și internet („Improvizația”, „Care-i logica?”, „Studioul Soiuz” ,..)